# Nevada State Route 266
Die Nevada State Route 266 (kurz NV 266), auch Lida Road oder Midland Trail, ist eine State Route im US-Bundesstaat Nevada, die in Ost-West-Richtung verläuft.
Die State Route beginnt an der California State Route 266 an der Grenze zu Kalifornien und endet am U.S. Highway 95 südlich von Goldfield. 